# Danilo Fioravanti
Danilo Fioravanti (Berra, 23 agosto 1913 – Vigevano, 4 maggio 2007) è stato un ginnasta e allenatore di ginnastica artistica italiano.

## Biografia
Ha gareggiato per la Società Ginnastica Pro Patria Milano e il Gruppo Sportivo Vigli del Fuoco Carlo Galimberti di Milano. 
È stato campione Italiano assoluto nel 1936 e nel 1946 e campione italiano di specialità: del cavallo nel 1936, 1937 e 1940; della sbarra nel 1939, 1941, 1942; e del corpo libero nel 1936 e nel 1938.
Ha rappresentato l'Italia ai Giochi olimpici estivi di Berlino 1936, dove si è classificato al 5° con la squadra e 37° nell'individuale, e quelli di Londra 1948, in cui ottenne il 5º posto con la squadra e il 51° nell'individuale.
Dopo il ritiro dall'attività agonistica ha allenato tra gli altri Angelo Vicardi, Bruno Franceschetti, Oreste Sala e Gianfranco Marzolla.